# Port lotniczy Kecskemét
Port lotniczy Kecskemét (ICAO: LHKE) – port lotniczy i wojskowa baza lotnicza położony w Kecskemét na Węgrzech.